# Le Baron Bagge
Ne doit pas être confondu avec Charles Ernest baron de Bagge.
Le Baron Bagge (titre original en allemand : Der Baron Bagge) est un roman court de l'écrivain autrichien Alexander Lernet-Holenia. Cette œuvre, publiée pour la première fois en 1936 par S. Fischer Verlag, est considérée comme l'un des textes majeurs de la littérature fantastique du XXe siècle.

## Résumé
Au cours d'une réception à Vienne, à l'époque de la Première République autrichienne, le narrateur anonyme, un jeune homme, fait la connaissance d'un ancien officier des Forces armées austro-hongroises qui vit désormais retiré dans ses terres de Carinthie : le baron Bagge. Des rumeurs déplaisantes circulent sur le compte du baron, pour lequel deux femmes se seraient suicidées. Une querelle éclate, où Bagge est sur le point de se battre en duel.
Après la réception, le baron Bagge raconte son histoire au narrateur. Une vingtaine d'années plus tôt, au début de la Première Guerre mondiale, pendant l'hiver 1915, Bagge est officier d'un régiment des dragons. Son escadron de cent vingt cavaliers reçoit l'ordre de quitter sa garnison de Tokaj et d'effectuer une mission de reconnaissance dans le sud des Carpates. Ils suivent les traces des troupes russes bien au-delà des lignes, dans l'immensité des plaines hongroises, où ceux qu'ils traquent demeurent insaisissables. Lorsqu'enfin le détachement austro-hongrois  donne la charge, il lui faut franchir un pont sous la mitraille de l'ennemi. 
Après l'attaque du pont, Bagge, légèrement blessé, parvient aux abords de la ville de Nagy-Mihaly et y rencontre mystérieusement Charlotte Szent-Kiraly, une jeune femme avec laquelle sa mère voulait le marier quelques années auparavant. Il règne dans la petite ville un calme insolite, une atmosphère à la fois énigmatique et frivole, comme si la guerre n'existait pas, comme si l'ennemi ne rôdait pas dans les parages. Pendant la courte période où l'escadron réside sur place, Bagge découvre son amour pour Charlotte et l'épouse, après quoi il doit repartir avec ses hommes et avancer dans des vallées obscures, perdues dans la brume et la neige, jusqu'au moment où ils arrivent au bord de la rivière San. Là se dresse un pont couvert d'or, mais une sorte d'avertissement intérieur interdit à Bagge de l'emprunter.
En réalité, le détachement n'a pas survécu à l'attaque du premier pont : ses hommes sont morts, ainsi que Charlotte. Bagge, seul rescapé, n'a fait que rêver : il n'a jamais atteint la ville qui lui semblait si étrange et, blessé plus grièvement qu'il ne le croyait, il a erré entre la vie et la mort, dans un imperceptible glissement de la conscience qui l'a amené à franchir la frontière entre la mort virtuelle et le monde onirique.

## Réception
Le Baron Bagge est considéré comme une nouvelle d'inspiration kleistienne particulièrement réussie.
Jorge Luis Borges établit un parallèle entre ce texte et le réalisme magique que déploiera plus tard Juan Rulfos dans son roman Pedro Páramo.